# Protodasyapha hirtuosa
Protodasyapha hirtuosa är en tvåvingeart som först beskrevs av Philippi 1865.  Protodasyapha hirtuosa ingår i släktet Protodasyapha och familjen bromsar. Inga underarter finns listade i Catalogue of Life.